# 柏の葉公園総合競技場
千葉県立柏の葉公園総合競技場 （ちばけんりつ かしわのはこうえん そうごうきょうぎじょう） は、千葉県柏市の柏の葉公園内にある陸上競技場である。球技場としても使用される。施設は千葉県が所有し、指定管理者として財団法人千葉県まちづくり公社が管理・運営を行っている。

## 概要
柏市西部、流山市との市境付近に位置していたアメリカ軍柏通信所（大日本帝国陸軍柏飛行場をアメリカ軍が接収）が1979年に日本に返還後、跡地のうち千葉県と柏市の所有分に整備された柏の葉公園の中心となる施設である。
Jリーグ・柏レイソルがホームスタジアムとして使用することを前提に20,000人収容の規模で建設されたが、実際には日立柏サッカー場に対するサブホームスタジアムという形で運用され、リーグ戦では年間3-5試合の使用にとどまり、リーグ戦では2007年限りで、カップ戦では2008年限りで開催されなくなった（詳細後述）。
ジャパンラグビーリーグワンに所属するNECグリーンロケッツ東葛がホームスタジアムとして使用している。また、ブリオベッカ浦安・市川の試合が多数行われている。
隔年で全国高等学校サッカー選手権大会の会場として使用されている。

## 施設概要
日本陸上競技連盟公認第2種陸上競技場で、アーチ状の片持ち梁による屋根を有するメインスタンドと、全面屋根で覆われたサイド・バックスタンドがトラックを囲む。収容人員は20,000人（座席13,000席、両ゴール裏は立見席）。
夜間照明はメインスタンド屋根先端とバックスタンド側に2基の照明塔を有し、1,500ルクスの照度を確保する。
バックスタンド中央上部に球技専用の得点掲示板があった（市原臨海競技場とほぼモデルが同じ）が、2022年に老朽化のため、LEDタイプ・映像取り込み可能な大型映像装置に置き換えられた

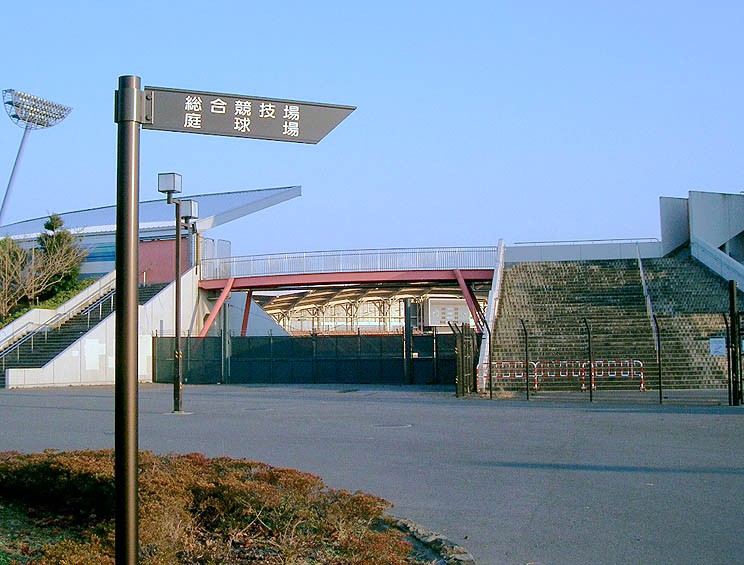
案内表示
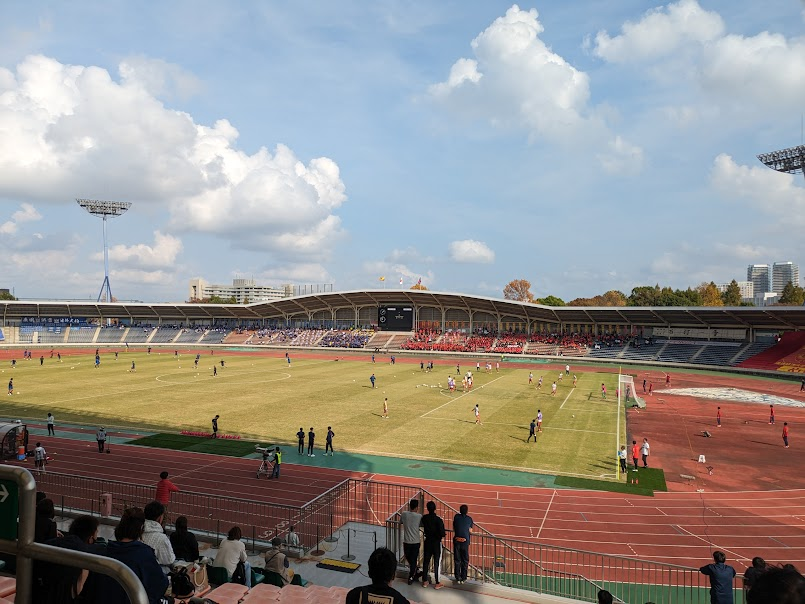
バックスタンド側 ※中央は置き換えられた映像装置
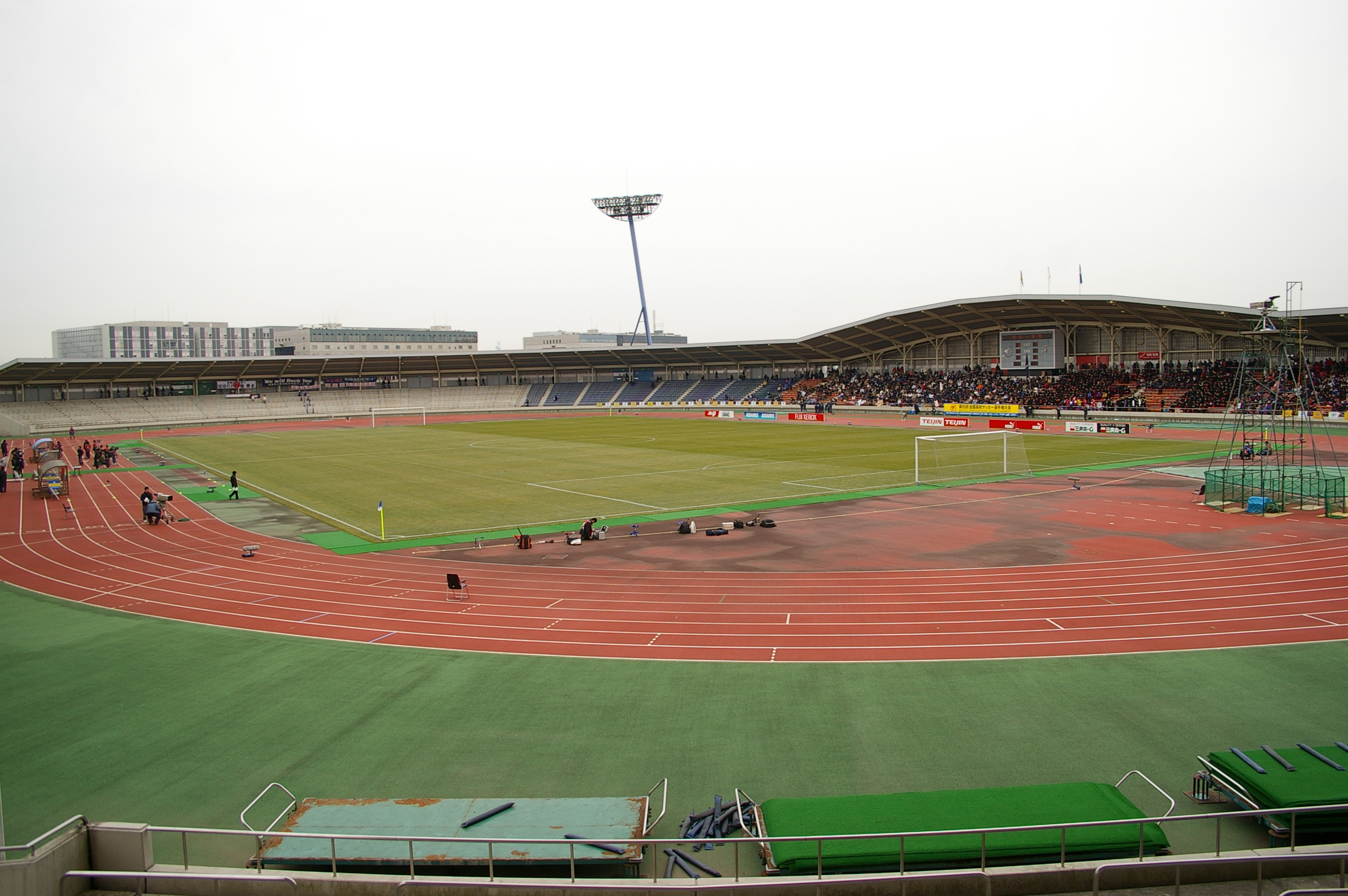
バックスタンドホーム側

## 主な使用大会
- JAPAN RUGBY LEAGUE ONE - NECグリーンロケッツ東葛の試合を開催
- 全国高等学校サッカー選手権大会 - 毎年12月31日に1回戦1-2試合、翌年1月2日に2回戦2試合を開催。また、千葉県大会の決勝戦などが開催されることもある。
- 日本プロサッカーリーグ（Jリーグ） - 2008年まで柏レイソルの主催試合が開催されていた
- 日本フットボールリーグ（JFL） - 2016年から2017年まで、2023年からブリオベッカ浦安の主催試合本拠地

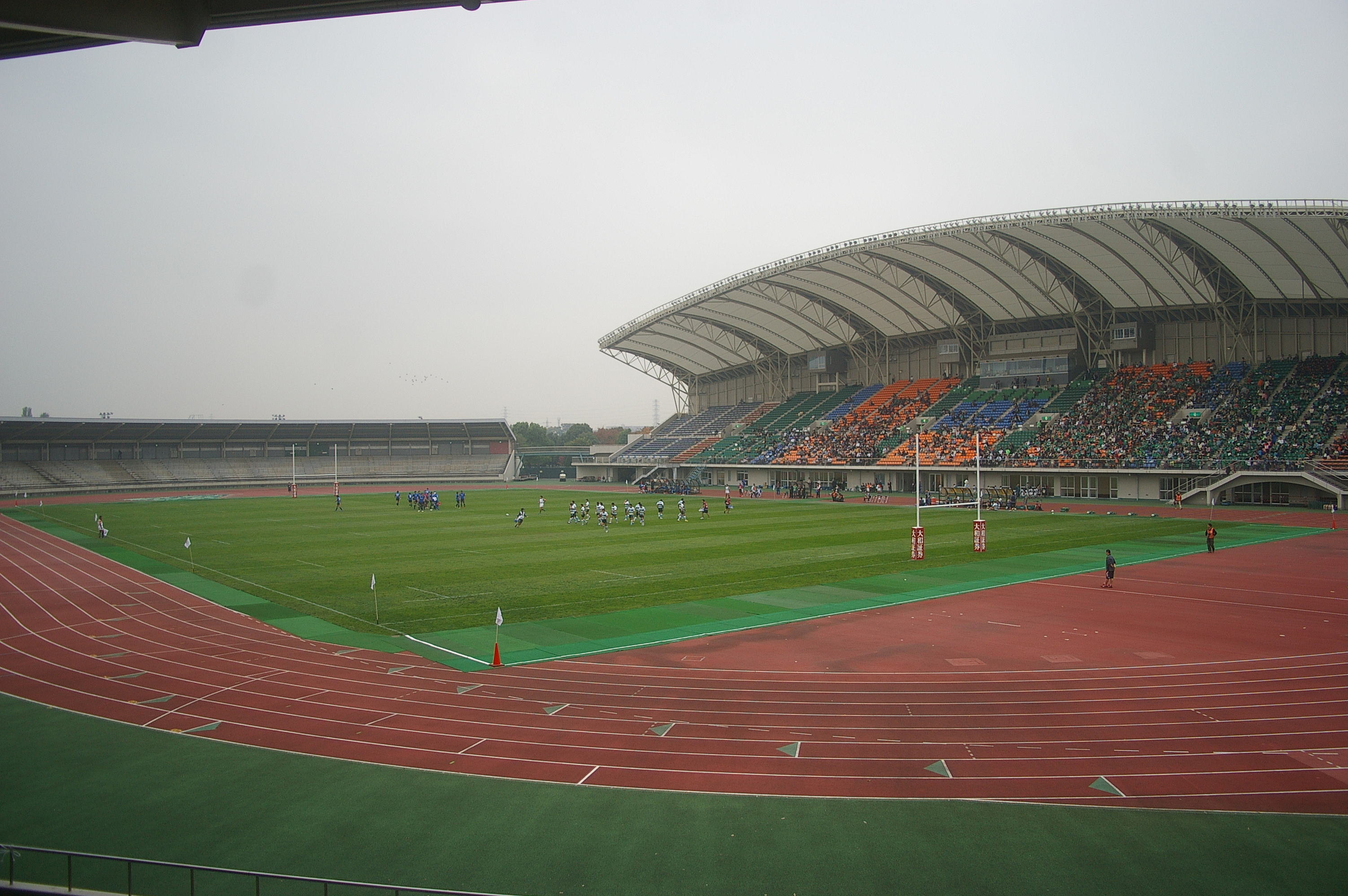
ラグビー（NECグリーンロケッツ東葛）の試合

## 柏レイソルのホームスタジアム問題
柏市と千葉県は当初、レイソルのメインホームスタジアムとする計画で柏の葉公園総合競技場を建設したが、2009年以降はホームゲームが開催されていない。
柏の葉公園総合競技場での開催に賛成しない理由は、サッカー専用競技場の日立柏サッカー場を比較した場合、以下の問題点が挙げられる。
- アクセス

地域の中心地となる柏駅（JR東日本・東武鉄道）から徒歩約20分の日立柏サッカー場に比べ、当時は鉄道アクセスがスタジアムから徒歩約30分の江戸川台駅（東武野田線）に限定されていたため、アクセス環境は極めて悪かった。2005年（平成17年）8月24日に柏の葉キャンパス駅（首都圏新都市鉄道つくばエクスプレス）が開業したことにより、最寄り駅までは徒歩約25分程度に改善されている。
- 臨場感

日立柏サッカー場はスタンドとピッチが非常に近いことに対し、当競技場ではその間に9レーンの陸上競技トラックが横たわっている。臨場感や、ピッチ上の選手とサポーターとの間の一体感が希薄になることが反対理由に挙げられた。これに加えてスタンドの傾斜がかなり緩やかなため、悪印象をより強めている。スタンドの傾斜についてはレイソル側からも改善要求が出ていた。
- 経営面

日立柏サッカー場はクラブが所有する施設（2011年春までは日立製作所の福利厚生施設）であるのに対し、当競技場は千葉県が所有する運動競技場であるため、柏レイソルが当競技場で試合をする場合、千葉県に対して使用料・賃貸料等を支払う必要がある。日立柏サッカー場ならばこれらは全くかからない事になるので、日立柏サッカー場より多くの入場者を記録したとしても利益が少ない場合がありうる。

### 経緯
レイソルのホームスタジアムとしてはジャパンフットボールリーグ時代の1992年から日立柏サッカー場が使用されてきたが、日立柏サッカー場はあくまでも暫定的なスタジアムと位置付けられており、応急処置的にJリーグの規格を満たすよう手が加えられ、本当のホームスタジアムを探る動きはJリーグ参加当初から続けられていた。
柏市が着目したのは柏の葉四丁目に整備が進められている柏の葉公園に計画されていた陸上競技場であった。これに20,000人が収容できるスタンドと照明設備を付属させ、更に千葉県では初となる全席屋根付きの物とした上で、レイソルのホームスタジアムとする方針が柏市と千葉県によって決定され、1995年から整備が開始された。又、この時点では将来的にレイソルのホームスタジアムは柏の葉に移転する事が想定されていた。
スタジアムは千葉県が建設し、1999年3月に完成。4月25日の対浦和レッズ戦から使用が開始された。但しサポーターの中で、このスタジアムを好意的に受け止めた者は少なく、スタジアムの建設段階から反対の声が上がり、「柏レイソルのホームスタジアムはあくまでも日立柏サッカー場であり柏の葉はホームスタジアムとして認めない」という主張が主流を占めるようになっていた。この開幕戦でも柏の葉公園総合競技場をホームスタジアムと認めない一部のサポーターが開幕セレモニー中に発炎筒を投げ入れる、「史上最低のスタジアム」「本拠地移転を認めない!!」等の抗議の横断幕を掲げる等の事件が起こった。
2002年途中まで2003年シーズンから柏の葉公園総合競技場にメインスタジアムを移行し、日立柏サッカー場の規模を縮小する計画を立てていたが、サポーターの同意を得ることが出来なかった事と、サポーターの意見を合わせて千葉県に対して提出したバックスタンドのかさ上げや、看板の常設などの改善計画を千葉県に却下されたため、計画は撤回され現在に至るまで柏の葉公園総合競技場はサブホームの扱いを受けている。
2008年シーズンは、柏の葉公園総合競技場でのリーグ戦開催は消滅したが、その代わりナビスコカップのホームゲームは全て柏の葉公園総合競技場での開催となっている。このうちの1試合・千葉ダービーは柏の葉公園総合競技場で初めて開催された。
2011年のちばぎんカップで、大会史上初めて柏の葉公園総合競技場が使用された。

## アクセス
- 首都圏新都市鉄道つくばエクスプレス 柏の葉キャンパス駅から徒歩約25分、または同駅西口バスのりばから東武バス「東大西」「江戸川台駅東口」「流山おおたかの森駅東口」行きで「東大西」下車すぐ。
- 東武野田線（東武アーバンパークライン） 江戸川台駅東口から東武バス「柏の葉キャンパス駅西口」行きで「東大西」下車すぐ。
- 東日本旅客鉄道（JR東日本）常磐線 柏駅から東武バス「国立がんセンター」行きで「東大西」下車すぐ。
  - レイソルの試合開催日には、柏の葉キャンパス駅（約5分）、江戸川台駅（約10分）、柏駅（約20分）からシャトルバスが運行されていた。
- 国道16号 十余二工業団地入口交差点（常磐自動車道柏インターチェンジ近く）から南西に約1.2km。
  - 同スタジアムの東側（バックスタンド側）には大型車10台、普通車503台、身体障害者用車優先5台の第1駐車場がある[注 1]。